# Nord SS-10
L'SS-10 è uno dei primi missili anticarro post-bellici francesi, a medio raggio, a suo tempo abbastanza efficace e diffuso.
Esso costituì la base del successivo, pesante Nord SS-11.